# Jasper County (album)
Jasper County è il decimo album in studio della cantante statunitense Trisha Yearwood, pubblicato nel 2005.

## Tracce
1. Who Invented the Wheel – 3:24 (Anthony Smith, Bobby Terry, Craig Wiseman)
2. Pistol – 3:19 (Al Anderson, Leslie Satcher)
3. Trying to Love You – 3:48 (Beth Nielsen Chapman, Bill Lloyd)
4. River of You – 3:37 (Marvin Green, Satcher)
5. Baby Don't You Let Go – 2:45 (Jessi Alexander, Austin Cunningham, Sonya Isaacs)
6. Standing Out in a Crowd – 3:21 (Sarah Majors, Maia Sharp)
7. Georgia Rain – 5:11 (Ed Hill, Karyn Rochelle)
8. Sweet Love – 3:46 (Tia Sillers, Wiseman)
9. Try Me – 3:12 (Stephanie Chapman, Liz Rose)
10. Gimme the Good Stuff – 3:33 (Angelo Petraglia, George Ducas, Hillary Lindsey)
11. It's Alright – 2:12 (Anderson, Satcher)
12. Love Will Always Win (duetto con Garth Brooks) – 4:39 (Gordon Kennedy, Wayne Kirkpatrick)